# Rychlovka

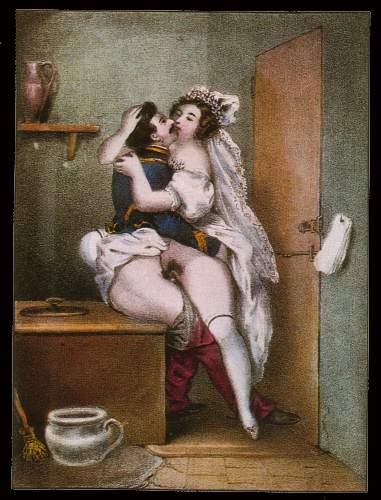
Toalety byly pro rychlovky vhodným místem i v minulosti - erotická ilustrace, autor Achille Devéria

Jako rychlovka (anglicky: Quickie) se označuje spontánní sexuální aktivita, která se odehraje ve velmi krátkém časovém úseku. Při této činnosti většinou dojde k přeskočení milostné předehry. Nemusí dojít k plnému pohlavnímu styku; postačuje orální sex či vzájemná masturbace. Někteří pokládají rychlovky za důsledek nesouladu sexuální touhy ve vztahu a pokud je toto jediná forma sexu, může vztah trpět.